# Liste der Einträge in das National Register of Historic Places im Grant County (New Mexico)
Diese Liste der Einträge im National Register of Historic Places im Grant County (New Mexico) enthält alle im Grant County, New Mexico in das National Register of Historic Places eingetragenen Gebäude, Bauwerke, Objekte, Stätten oder historischen Distrikte.
Diese Liste entspricht dem Bearbeitungsstand des National Park Service/National Register of Historic Places vom 18. Oktober 2024.

## Legende
| NRHP | Historic Place                      |
| NHLD | National Historic Landmark District |
| HD   | National Historic District          |

## Aktuelle Einträge
| [ 2 ] | Name                                         | Bild                             | Eintragsdatum                 | Lage | Ort         | Beschreibung |
| ----- | -------------------------------------------- | -------------------------------- | ----------------------------- | --- | ----------- | ------------ |
| 1     | Acklin Store                                 |                                  | 16. Mai 1988 ID-Nr. 88000502  | New Mexico State Road 90 32° 48′ 6″ N, 107° 56′ 24″ W                                                                                   | San Lorenzo |              |
| 2     | H. B. Ailman House                           | H. B. Ailman House               | 12. Mai 1975 ID-Nr. 75001163  | 314 W. Broadway 32° 46′ 12″ N, 108° 16′ 40″ W                                                                                           | Silver City |              |
| 3     | Trinidad Andazola House                      |                                  | 16. Mai 1988 ID-Nr. 88000500  | New Mexico State Road 61, südlich der Eby Ranch Road 32° 37′ 13″ N, 107° 52′ 33″ W                                                      | Dwyer       |              |
| 4     | Bowden Hall                                  | Bowden Hall                      | 22. Sep. 1988 ID-Nr. 88001552 | nordöstlich von Light Hall und südwestlich von Heating Plant, am Campus der Western New Mexico University 32° 46′ 32″ N, 108° 16′ 55″ W | Silver City |              |
| 5     | Bullard Hotel                                | Bullard Hotel                    | 11. Juli 1988 ID-Nr. 88000435 | 102 S. Bullard Street 32° 46′ 12″ N, 108° 16′ 33″ W                                                                                     | Silver City |              |
| 6     | Burro Springs Site                           |                                  | 31. Dez. 1974 ID-Nr. 74001197 | Adresse nicht veröffentlicht | Tyrone      |              |
| 7     | Chihuahua Hill Historic District             | weitere Bilder                   | 23. Jan. 1984 ID-Nr. 84002943 | zwischen der Cooper, Spring, Bullard und Chihuahua Street 32° 46′ 1″ N, 108° 16′ 43″ W                                                  | Silver City |              |
| 8     | Tom Eby Storage Building                     |                                  | 16. Mai 1988 ID-Nr. 88000514  | westlich der New Mexico State Road 61, nördlich der Eby Ranch Road 32° 37′ 43″ N, 107° 52′ 0″ W                                         | Dwyer       |              |
| 9     | Fleming Hall                                 | Fleming Hall                     | 22. Sep. 1988 ID-Nr. 88001553 | 10th Street nordöstlich von Bowden Hall, am Campus der Western New Mexico University 32° 46′ 36″ N, 108° 16′ 55″ W                      | Silver City |              |
| 10    | Fort Bayard Historic District                | weitere Bilder                   | 7. Juli 2002 ID-Nr. 02000726  | nördlich der U.S. Route 180 und New Mexico State Road 152 32° 47′ 47″ N, 108° 8′ 56″ W                                                  | Santa Clara |              |
| 11    | Graham Gymnasium                             | Graham Gymnasium                 | 22. Sep. 1988 ID-Nr. 88001554 | Florida Street am Campus der Western New Mexico University 32° 46′ 36″ N, 108° 17′ 6″ W                                                 | Silver City |              |
| 12    | Luciana B. Grijalva House                    |                                  | 16. Mai 1988 ID-Nr. 88000499  | östlich der New Mexico State Road 61 32° 49′ 32″ N, 107° 56′ 28″ W                                                                      | San Lorenzo |              |
| 13    | Heating Plant                                | Heating Plant                    | 22. Sep. 1988 ID-Nr. 88001555 | 10th Street, nordöstlich von Bowden Hall, am Campus der Western New Mexico University 32° 46′ 32″ N, 108° 16′ 53″ W                     | Silver City |              |
| 14    | Hooks-Moore Store                            |                                  | 16. Mai 1988 ID-Nr. 88000490  | New Mexico State Road 61 und Forest Road 73 32° 51′ 19″ N, 107° 59′ 2″ W                                                                | Mimbres     |              |
| 15    | Otto Huechling House                         |                                  | 16. Mai 1988 ID-Nr. 88000496  | östlich der New Mexico State Road 61 32° 50′ 33″ N, 107° 58′ 3″ W                                                                       | Mimbres     |              |
| 16    | Janss Site                                   |                                  | 23. Juli 1980 ID-Nr. 80002550 | Adresse nicht veröffentlicht | San Lorenzo |              |
| 17    | L.C. Ranch Headquarters                      | weitere Bilder                   | 6. Dez. 1978 ID-Nr. 78001816  | in der Nädhe der U.S. Route 260 32° 57′ 52″ N, 108° 34′ 50″ W                                                                           | Gila        |              |
| 18    | Light Hall                                   | Light Hall                       | 22. Sep. 1988 ID-Nr. 88001556 | College Avenue, an der B Street, am Campus der Western New Mexico University 32° 46′ 36″ N, 108° 16′ 55,9″ W                            | Silver City |              |
| 19    | Mattocks Site                                | Mattocks Site                    | 9. Dez. 1980 ID-Nr. 80002548  | 12 Sage Drive | Mimbres     |              |
| 20    | Menard-Galaz House                           |                                  | 16. Mai 1988 ID-Nr. 88000503  | westlich der New Mexico State Road 90 32° 48′ 3″ N, 107° 55′ 1″ W                                                                       | San Lorenzo |              |
| 21    | Mimbres School                               |                                  | 16. Mai 1988 ID-Nr. 88000491  | östlich der New Mexico State Road 61 und Forest Road 73 32° 51′ 17″ N, 107° 58′ 52″ W                                                   | Mimbres     |              |
| 22    | NAN Ranch                                    |                                  | 16. Mai 1988 ID-Nr. 88000509  | östlich der New Mexico State Road 61 32° 37′ 42″ N, 107° 51′ 59″ W                                                                      | Dwyer       |              |
| 23    | George O. Perrault House                     |                                  | 16. Mai 1988 ID-Nr. 88000507  | östlich der New Mexico State Road 61, nördlich der Mimbres Hot Springs Canyon Road 32° 44′ 49″ N, 107° 53′ 15″ W                        | Sherman     |              |
| 24    | Pinos Altos Historic District                | weitere Bilder                   | 21. Mai 1984 ID-Nr. 84002945  | zwischen der Gold Ave. und Cherry, Main, Church und Silver Street 32° 51′ 58″ N, 108° 13′ 9″ W                                          | Pinos Altos |              |
| 25    | Mauricio Portillo House                      |                                  | 16. Mai 1988 ID-Nr. 88000504  | östlich der New Mexico State Road 61 und südlich der New Mexico State Road 90 32° 47′ 8″ N, 107° 55′ 5″ W                               | San Lorenzo |              |
| 26    | William Redding House                        |                                  | 16. Mai 1988 ID-Nr. 88000483  | in der Nähe der New Mexico State Road 61 32° 51′ 16″ N, 107° 58′ 52″ W                                                                  | Mimbres     |              |
| 27    | Reeds Peak Lookout Tower                     |                                  | 28. Jan. 1988 ID-Nr. 87002472 | Squeaky Spring in the Gila National Forest 33° 8′ 35″ N, 107° 51′ 14″ W                                                                 | Reeds Peak  |              |
| 28    | Ritch Hall                                   | Ritch Hall                       | 22. Sep. 1988 ID-Nr. 88001557 | 10th Street, südöstlich von Fleming Hall am Campus der Western New Mexico University 32° 46′ 35″ N, 108° 16′ 53″ W                      | Silver City |              |
| 29    | St. Mary’s Academy Historic District         | weitere Bilder                   | 15. Sep. 1983 ID-Nr. 83001621 | 1813 N. Alabama Street 32° 47′ 2″ N, 108° 16′ 58″ W                                                                                     | Silver City |              |
| 30    | San Juan Historic District                   |                                  | 16. Mai 1988 ID-Nr. 88000481  | 2261–2291 New Mexico State Road 61 32° 45′ 37″ N, 107° 54′ 17″ W                                                                        | San Juan    |              |
| 31    | San Juan Teacherage                          |                                  | 16. Mai 1988 ID-Nr. 88000508  | westlich der New Mexico State Road 61, nördlich der Mimbres Hot Springs Canyon Road 32° 44′ 46″ N, 107° 53′ 18″ W                       | Sherman     |              |
| 32    | San Lorenzo Historic District                | San Lorenzo Historic District    | 16. Mai 1988 ID-Nr. 88000480  | zwischen der Galaz Street, C und H Street 32° 48′ 38″ N, 107° 55′ 8″ W                                                                  | San Lorenzo |              |
| 33    | George Sibole Store                          |                                  | 16. Mai 1988 ID-Nr. 88000482  | östlich der New Mexico State Road 61 und nördlich der Forest Road 73 32° 51′ 22″ N, 107° 59′ 3,8″ W                                     | Mimbres     |              |
| 34    | Silver City Historic District                | Silver City Historic District    | 23. Mai 1978 ID-Nr. 78001817  | zwischen der Black, College, Hudson und Spring Street 32° 46′ 19″ N, 108° 16′ 38″ W                                                     | Silver City |              |
| 35    | Silver City North Addition Historic District | weitere Bilder                   | 17. Feb. 1983 ID-Nr. 83001620 | zwischen der San Vicente Arroyo, College Avenue, Chloride und 13th Street 32° 46′ 32,8″ N, 108° 16′ 43,7″ W                             | Silver City |              |
| 36    | Silver City Water Works Building             | Silver City Water Works Building | 26. Jan. 1984 ID-Nr. 84002950 | Little Walnut Road 32° 46′ 59″ N, 108° 16′ 41,9″ W                                                                                      | Silver City |              |
| 37    | Silver City Woman’s Club                     | weitere Bilder                   | 2. Sep. 2003 ID-Nr. 03000886  | 411 Silver Heights Boulevard 32° 46′ 58″ N, 108° 16′ 18″ W                                                                              | Silver City |              |
| 38    | Soliz-Baca House                             |                                  | 17. Juni 1988 ID-Nr. 88000518 | südöstlich der New Mexico State Road 61 und östlich der Eby Ranch Road 32° 37′ 28″ N, 107° 52′ 14″ W                                    | Dwyer       |              |
| 39    | Antonio Torres House                         |                                  | 16. Mai 1988 ID-Nr. 88000505  | nördlich der New Mexico State Road 90 und westlich der Mimbres River Brücke 32° 47′ 28″ N, 107° 55′ 2″ W                                | San Lorenzo |              |
| 40    | Maria J. and Juan Trujillo House             |                                  | 16. Mai 1988 ID-Nr. 88000516  | östlich der New Mexico State Road 61 und südlich der Eby Ranch Road 32° 37′ 29″ N, 107° 52′ 11″ W                                       | Dwyer       |              |
| 41    | Jesus Valencia House                         |                                  | 16. Mai 1988 ID-Nr. 88000506  | östlich der New Mexico State Road 61 32° 46′ 39″ N, 107° 54′ 51,8″ W                                                                    | San Juan    |              |
| 42    | Ysabel Valencia House                        |                                  | 16. Mai 1988 ID-Nr. 88000493  | östlich der New Mexico State Road 61 32° 50′ 44″ N, 107° 58′ 15″ W                                                                      | Mimbres     |              |
| 43    | Wheaton-Smith Site                           |                                  | 23. Juli 1980 ID-Nr. 80002549 | Adresse nicht veröffentlicht | San Juan    |              |
| 44    | Dr. Granville Wood House                     |                                  | 16. Mai 1988 ID-Nr. 88000498  | östlich der New Mexico State Road 61 32° 50′ 33″ N, 107° 58′ 1″ W                                                                       | Mimbres     |              |
| 45    | Woodrow Ruin                                 |                                  | 9. Juli 1970 ID-Nr. 70000402  | Adresse nicht veröffentlicht | Cliff       |              |